# Đảo Frost
Đảo Frost là một hòn đảo thuộc quần đảo San Juan, tiểu bang Washington, Hoa Kỳ. Đảo có tổng diện tích khoảng 70 mẫu Anh (28 ha), ở đây không có các dịch vụ như điện và điện thoại công cộng, kết nối với thành phố Anacortes, tiểu bang Washington, Hoa Kỳ thông qua một tuyến water - Taxi. Đảo được đặt tên bởi Charles Wilkes, trong cuộc thám hiểm của ông 1838-1842, theo tên của John Frost, nhằm tôn vinh ông.